# Stuck in a Moment You Can't Get Out Of
"Stuck in a Moment You Can't Get Out Of" é o segunda single como também a segunda faixa do álbum All That You Can't Leave Behind, da banda de rock irlandesa U2. A música, que se caracteriza pelas melodias gospel e violão, ganhou o "Melhor Performance de Rock por um Duo ou Grupo com Vocais" em 2002. Bono disse que a música foi inspirada por uma conversa fictícia com o seu falecido amigo Michael Hutchence, sobre suicídio.

## Composição
Bono escreveu a canção sobre o suicídio de seu amigo Michael Hutchence, cantor líder da banda INXS. A canção foi escrita sob forma de um argumento sobre suicídio, na qual Bono tenta convencer Hutchence a não cometer a loucura do ato.
A estrutura da canção é uma retrospectiva da canção "Sexual Healing", de Marvin Gaye. Bono caracteriza a canção como uma briga entre amigos, que ele se sentia culpado por nunca ter tido com Hutchence. Como Bono disse em 2005, "É uma disputa entre companheiros. Você tenta demove-lo de uma ideia. No meu caso, é uma frase que eu não tinha enquanto ele estava vivo. Sinto o maior respeito que eu poderia ter por ele, e não apenas uma canção sentimental estúpida. Então eu escrevi uma realmente difícil, levemente desagradável, martelando ao redor da cabeça. E me desculpe, mas foi assim que ele saiu de mim".
Mick Jagger e sua filha Elizabeth gravaram o backing vocal para a canção, embora estes não tivessem feito a mixagem final.

## Vídeos
Dois videoclipes foram filmados para a canção.
Um é dirigido por Joseph Kahn, apresenta futebol americano entre no intervalo de "The Fly" e "Lemon", filmado no Houston Astrodome, e contém várias piadas e referências da banda, tais como os nomes das equipes — que foram os títulos dos dois singles lançado nos anos 90. No início, apresenta uma pequena participação de John Madden no vídeo, cujas linhas também possuem várias referências do U2. A maior parte do vídeo mostra um jogador de futebol americano com o nome de Paul Hewson — nome verdadeiro de Bono — forçado a reviver uma meta de fazer a pontuação na área que ele perdeu, acabando a custar para equipe durante o jogo.
O outro vídeo, dirigido por Kevin Godley, mostra Bono sendo jogado fora de uma van em movimento por várias vezes, como se estivesse "preso em um momento" ("stuck in a moment"). No final do vídeo, o resto da banda ajuda-o a levantar.

## Covers
O cantor da Somália, K'naan, cantou a música ao vivo em julho de 2010 para o Iheartradio.

## Formato e lista de faixas
"Stuck in a Moment You Can't Get Out Of" foi lançado em 29 de janeiro de 2001 no Reino Unido; em 12 de fevereiro de 2001 na Austrália; em 27 de março na França e 30 de outubro de 2001 no Canadá.
A edição da Austrália incluiu "Beautiful Day" (The Perfecto Mix).
| Versão 1 |                                                          |         |  |
| N.º      | Título                                                   | Duração |  |
| 1.       | "Stuck in a Moment You Can't Get Out Of" (Album version) | 4:32    |  |
| 2.       | "Big Girls Are Best"                                     | 3:37    |  |
| 3.       | "Beautiful Day" (Quincey and Sonance Mix)                | 7:55    |  |

A edição da Austrália incluiu "Beautiful Day" (David Holmes Remix).
| Versão 2 |                                                          |         |  |
| N.º      | Título                                                   | Duração |  |
| 1.       | "Stuck in a Moment You Can't Get Out Of" (Album version) | 4:32    |  |
| 2.       | "Beautiful Day" (Live from Farmclub.com)                 | 4:48    |  |
| 3.       | "New York" (Live from Farmclub.com)                      | 6:01    |  |

Disponível apenas na França.
| Versão 3 |                                                          |         |  |
| N.º      | Título                                                   | Duração |  |
| 1.       | "Stuck in a Moment You Can't Get Out Of" (Album version) | 4:32    |  |
| 2.       | "Big Girls Are Best"                                     | 3:37    |  |
| 3.       | "All I Want Is You" (Live from Manray)                   | 5:26    |  |
| 4.       | "Even Better Than the Real Thing" (Live from Manray)     | 3:55    |  |

Lançado apenas no Japão, com a maioria dos b-sides dos dois lançamentos de CD normal.
| Versão 4 |                                                          |         |  |
| N.º      | Título                                                   | Duração |  |
| 1.       | "Stuck in a Moment You Can't Get Out Of" (Album version) | 4:32    |  |
| 2.       | "Beautiful Day" (Live from Farmclub.com)                 | 4:48    |  |
| 3.       | "New York" (Live from Farmclub.com)                      | 6:01    |  |
| 4.       | "Big Girls Are Best"                                     | 3:37    |  |
| 5.       | "Beautiful Day" (Quincey and Sonance Mix)                | 7:55    |  |

Lançado no Canadá somente no final de outubro de 2001, também disponível em CD.
| Versão 5 |                                                       |         |  |
| N.º      | Título                                                | Duração |  |
| 1.       | "Stuck in a Moment You Can't Get Out Of" (Radio Edit) | 3:42    |  |
| 2.       | "Stuck in a Moment You Can't Get Out Of" (Acoustic)   | 3:42    |  |
| 3.       | "Stay (Faraway, So Close!)" (Live from Toronto)       | 5:39    |  |
| 4.       | "Elevation" (Vandit Club Remix)                       | 8:54    |  |

## B-sides
O single "Stuck in a Moment You Can't Get Out Of" foi apoiado com os seguintes b-sides:
- "Big Girls Are Best" — Produzido por Flood e Howie B. Essa música foi gravada depois da turnê Popmart Tour. Suas letras incluem uma referência ao hotel Copacabana Palace no Rio de Janeiro, Brasil (na Avenida Atlântica, 1702), onde a banda permaneceu quando eles tocaram no Rio em 1998.
- "Beautiful Day" (Quincey and Sonance Mix) — Esse remix foi lançado em versão reduzida, em uma promoção do CD, juntamente com a revista Q
- "Beautiful Day" e "New York" (Live from Farmclub.com) — Esta foi a performance em 27 de outubro de 2000 para o programa de TV americana, durante a turnê promocional do U2 do álbum All That You Can't Leave Behind.
- "All I Want Is You" e "Even Better Than the Real Thing" (Live from Manray) — A pimeira audição pública de All That You Can't Leave Behind na famosa boate de Paris, foi limitado com uma performance improvisada do U2, a primeira desde o fim da turnê Popmart. Essas duas músicas foram retiradas a partir dessa performance.
- "Stay (Faraway, So Close!)" (Live from Toronto) — Este desempenho da Elevation Tour foi transmitida ao vivo para o especial de TV, We Know Where You Live, Live!, que foi posteriormente lançado em DVD.
- "Elevation" (Vandit Club Remix) — Este remix foi feito por Paul Van Dyk.

## Versões alternativas
Existem 3 versões desta canção:
- A versão do álbum, que aparece em All That You Can't Leave Behind. Esta é a versão original da canção.
- A versão acústica, que aparece no single, assim como no single de "Walk On" e também no EP 7. O mesmo vocal da faixa é usado com um arranjo diferente e despojado.
- A edição de rádio, que foi utilizado na promoção em rádios nos Estados Unidos. Parte da primeira verso e o outro é editado fora, deixando a canção com cerca de 3:42.

## Paradas e posições
| Parada (2001)               | Melhor posição |
| --------------------------- | -------------- |
| Austrália                   | 3              |
| Áustria                     | 38             |
| Bélgica (Flanders)          | 31             |
| Bélgica (Valônia)           | 33             |
| Dinamarca                   | 9              |
| Finlândia                   | 10             |
| França                      | 31             |
| Holanda                     | 12             |
| Irlanda                     | 1              |
| Itália                      | 1              |
| Nova Zelândia               | 17             |
| Noruega                     | 4              |
| Suécia                      | 23             |
| Suíça                       | 38             |
| Reino Unido                 | 2              |
| Billboard Hot 100           | 52             |
| Billboard Pop Songs         | 27             |
| Billboard Alternative Songs | 35             |